# Alexandre Chevillard
Pour les articles homonymes, voir Chevillard.
Pierre-François-Alexandre Chevillard est un violoncelliste, professeur et compositeur belge né le 15 janvier 1811 et mort le 20 décembre 1877 à Paris (9e arrondissement).

## Biographie
Né dans une famille de militaire de Pierre Claude Alexandre Chevillard et de Hélène Pétronille Marie Smyers.
Il entre au Conservatoire de Paris à neuf ans. Il étudie alors avec Louis Pierre Martin Norblin. Premier prix à seize ans, il a la volonté de suivre des cours de composition auprès de François Joseph Fétis.
Il retourne auprès de sa famille à Bruxelles et joue dans des orchestres.
En 1829, il devient violoncelliste dans le Théâtre de Gymnase de Paris et le Théâtre italien en 1831. Cette année marque aussi son engagement, après de multiples sollicitations, dans l'orchestre de la Société des Concerts du Conservatoire. Sa correspondance nous renseigne aujourd'hui sur les possibles tensions qu'il existait entre Habeneck et Chevillard pour intégrer l'orchestre. L'intégralité est disponible sur Gallica,,.
En 1835, il fonde la Société des derniers quatuors de Beethoven dans le but de sensibiliser son auditoire aux derniers quatuors du compositeur allemand. La même année, il part en tournée en Allemagne avec un quatuor. Accompagné de Delphin Alard et de Sabbatier aux violons et de Vignier à l'alto. En 1849, Alard et Vignier sont remplacés par Jean-Pierre Maurin et Mas/Mazas. Ils interprètent Beethoven, Haydn, Mozart, Mendelssohn et Weber.
Enseignant à son tour dans les Conservatoires de Bruxelles et de Paris, il a eu de nombreux élèves. Parmi les plus célèbres, on trouve Anton Hekking (en). Sa méthode complète de violoncelle est publiée chez J. Meissonnier (22 rue Dauphine à Paris)

### Vie privée
Avec Pulchérie Virginie Chevillard, il a un fils, également compositeur Camille Chevillard, futur gendre du chef d'orchestre Charles Lamoureux.
Une anecdote le concernant est passée à la postérité : Lors de la première du Boléro, Maurice Ravel convie Chevillard. Très perfectionniste, le compositeur est toujours ponctuel. L'heure du concert approche, mais toujours pas de Chevillard en vue. Il attend cinq minutes, dix minutes, un quart d'heure, ce qui est inhabituel. Et il donne le départ. Chevillard, lui, vient les trois dernières minutes de la magistrale œuvre. A la fin, Ravel furieux va le voir. « Dites Chevillard, vous n'étiez pas à l'heure ! » et il lui répond « Je ne suis venu que pour la modulation, maître ! ».

### Hommage
George Onslow lui dédie son Quatuor à cordes no 30, opus 56

## Œuvre

### Musique de chambre

#### Violoncelle et piano
- Caprice rêverie, solo pour violoncelle avec accompagnement au piano, op 21 (Richault, 1854)
- Marche précédée d'une introduction pour violoncelle et piano, opus 22 (Richault, 1854)
- Six mélodies pour violoncelle avec accompagnement de piano (S. Levy, 1850)
  - La solitudine
  - La séparation
  - Rimembranza
  - Preghera
  - Course à pied
  - Consolation
- Adieu, première mélodie pour violoncelle et piano (Richault, 1853)
- L'isolement, deuxième mélodie pour violoncelle et piano (Richault, 1853)
- Barcarolle, troisième mélodie pour violoncelle et piano (Richault, 1853)
- Le soir, quatrième mélodie pour violoncelle et piano (Richault,1853)
- Regret, mélodie pour violoncelle et piano (Richault, 1851)
- Seul, mélodie pour violoncelle et piano (Levy, 1851)
- Trois sonates pour violoncelle avec accompagnement de basse, op 24 (Richault 1863)
- Fantaisie brillante pour violoncelle avec accompagnement au piano de l'opéra Don Juan (1844)
- Fantaisie sur les thèmes de Marino Faliero de Donizetti

### Quatuor à cordes
- Quatuor à cordes no 1, op 5 (Richault, 1840)

### Musique concertante
- Concerto en mi mineur no 1, op 23 (Richault 1855) ; dédié à P. Maurin
- Deuxième concerto solo pour violoncelle avec accompagnement par quatuor à cordes (ou piano), op 27 (S. Richault, 1869)
- Andante et barcarolle pour violoncelle avec accompagnement par quintette avec piano

#### Violoncelle et orchestre
- Premier concerto solo pour violoncelle avec accompagnement au piano ou à l'orchestre (Riculalt, 1868)
- Morceaux développés pour violoncelle et orchestre ou piano
- Variations sur un thème original pour violoncelle et orchestre ou piano, op 2 (Launer)
- Lento, Adagio et finale pour violoncelle et orchestre

### Pédagogie
- Méthode complète de violoncelle (J. Meissonnier - 22 rue Dauphine à Paris)